# Dorotea e Margarita Joanes
Dorotea Joanes e Margarita Joanes (Século XVI - 1609) foram duas irmãs pintoras, filhas de Juan de Juanes.

## Biografia
Durante os séculos XVI e XVII, os pintores realizavam suas obras em grandes oficinas das comunidades nos quais os oficiais e aprendizes faziam seu trabalho sobre a supervisão do mestre pintor que era quem, na realidade, dirigia e imprimia um selo característico às obras.
A oficina do pintor valenciano Juan de Juanes, o verdadeiro nome do qual era Vicente Juan Macip, não foi uma excepção. Durante várias gerações os integrantes da família executaram trabalhos na oficina gremial (oficina da comunidade) que levava o seu nome, facto que os permitiu realizar uma grande quantidade de obras encarregadas por particulares ou comunidades religiosas.
Neste contexto social situa-se o mais possível a participação das suas filhas, Margarita e Dorotea na oficina familiar, junto do seu irmão Juan Vicente Macip que herdaria a oficina, o nome e o prestígio de seu pai, Juan de Juanes, um dos mais famosos pintores do renascimento valenciano.
Assim, enquanto de Juan Vicente Macip existe constatação documentário da sua obra e das suas tarefas como pintor, sobre a obra de suas irmãs Margarita e Dorotea somente existe uma tradição difusa que afirma que as filhas de Juan de Juanes, sobretudo Margarita, também eram pintoras.
Por exemplo, num poema de Cristóbal de Virues, amigo e contemporâneo da família, assinala-se na última estrofe: «Em pincel e cores, Juan Vicente, em talento e pintura Margarita, em distinção e graça, Dorotea». O que dá indícios que Margarita Joanes teve que ser pintora e colaborar na oficina familiar, ainda que não exista nenhuma obra assinada por ela.
Também a tradição popular tem atribuído ao longo do tempo a autoria de algumas pequenas tábuas do templo paroquial de Bocairente a suas filhas Margarita e Dorotea.
José Albi, grande conhecedor da obra de Juan de Juanes, é mais contundente à hora de atribuir o Retablo de Almas da paróquia de Santa Cruz de Bocairente (Valência) a uma filha do pintor, já que a pintura manteria muitos dos toques característicos da oficina de Juanes, ainda que apresentaria novas atitudes realistas e tenebristes que começavam a se abrir caminho na época. Também em El Salvador, que actualmente faz parte da Colecção John Ford de Londres, seria para José Albi faz da mesma mão que o retalio antes citado.
O 17 de janeiro de 1609 dava-se sepultura na igreja de Santa Cruz de Bocairente a Dorotea, e quatro anos mais tarde, era sepultada Margarita no mesmo lugar. Alguma delas, possivelmente Margarita, esteve especialmente dotada para a arte pictórico.
No entanto, na época na qual viveram, as mulheres pintoras, sem possibilidade de se associar e de receber encargos, somente podiam justificar a sua arte e o seu trabalho em relação com algum homem de sua família, principalmente o pai. O facto de não puderem assinar as suas obras privou as pintoras de ter um nome próprio no desempenho de seu oficio e do reconhecimento que teriam merecido suas obras na História da Arte.